# 九龍巴士213D線
九龍巴士213D線是香港九龍市區的一條日間循環巴士路線，來往中秀茂坪及旺角，途經寶達邨、安達邨、安泰邨、牛池灣、新蒲崗及九龍城。本線是13D線的輔助班次，但其大部份行車路線與13D線不同，不會途經大角咀、亞皆老街（西行）、牛頭角道、觀塘市中心及協和街，反而與27、95線的走線相近。
九龍巴士213A線是213D線的短途班次，在星期一至五上午繁忙時間提供服務，由安達邨單向開往彩虹站。

## 歷史
- 2015年1月8日：運輸署向觀塘區議會交通及運輸委員會發表《安達臣道公共房屋發展計劃公共運輸服務的建議安排》，建議開辦6條全新路線，其中4條擬以公開招標決定營辦公司。此外，運輸署建議九巴開辦一條13D支線，由中秀茂坪開出，經安達臣道發展區、彩雲邨，特快直達旺角，路線編號名為213D[3]。當局預計乘搭此路線來往秀茂坪、安達臣道發展區、寶達邨至旺角將會比乘搭13D線節省約15分鐘。

- 2016年8月27日：本線投入服務。[4][5]
  - 於《安達臣道公共房屋發展計劃公共運輸服務的建議安排》中，此路線由彩雲聖若瑟小學起往中秀茂坪方向的分段收費為$6.1，但當正式開辦時，此分段收費被調低至$5.8。
- 2017年5月27日：首班車開出時間提早至06:20。[6]
- 2018年11月5日：提早頭班車時間至06:00及延長尾班車時間至22:50。[7]
- 2019年1月14日：213A線開辦。[8]
- 2020年4月14日：受新型肺炎疫情影響，213A線實施特別行車時間表而減至4班。[9]
- 2021年7月1日：往中秀茂坪方向「采頤花園」站移至四美街與太子道東交界的原位置。[10]
- 2025年4月6日早上5時至2025年10月6日早上5時期間，往中秀茂坪方向「基順學校」站，因道路工程關係，臨時向後遷移約 60 米。[11]

## 服務時間及班次
213D
| 中秀茂坪開           | 中秀茂坪開  | 中秀茂坪開   |
| 日期                 | 服務時間    | 班次（分鐘） |
| -------------------- | ----------- | ------------ |
| 星期一至五           | 06:00       | 06:00        |
| 星期一至五           | 06:20-07:00 | 10           |
| 星期一至五           | 07:00-07:30 | 15           |
| 星期一至五           | 07:30-15:30 | 20           |
| 星期一至五           | 15:30-16:30 | 12           |
| 星期一至五           | 16:30-22:50 | 20           |
| 星期六、日及公眾假期 | 06:00       | 06:00        |
| 星期六、日及公眾假期 | 06:20-06:50 | 15           |
| 星期六、日及公眾假期 | 06:50-22:50 | 20           |

213A
- 安達開
  - 星期一至五：06:30、06:50、07:10、07:30、07:50

星期六、日及公眾假期不設服務

## 收費
| - 本線設有12歲以下小童及65歲或以上長者半價優惠。 - 65歲或以上香港居民使用「樂悠咭」，以及12歲以下合資格殘疾兒童使用「殘疾人士身份」個人八達通繳付車資，均可享有每程$2.0或半價（以較低者為準）的票價優惠；12至64歲合資格殘疾人士使用「殘疾人士身份」個人八達通（包括「樂悠咭」），以及60至64歲香港居民使用「樂悠咭」繳付車資，均可享有每程$2.0或全費（以較低者為準）的票價優惠。 - 65歲或以上長者如使用長者或一般個人八達通繳付車資，則只可享有半價優惠；12至64歲合資格殘疾人士如不使用「殘疾人士身份」個人八達通，以及60至64歲人士如不使用「樂悠咭」繳付車資，必須繳付全費。 - 乘客可以現金或八達通於上車時付款，不設找續。 - 每位成人乘客可免費攜帶最多兩名4歲以下而不佔座位的兒童乘客乘車，超額之4歲以下小童必須繳付小童車費乘車。 - 持有「九巴月票」之乘客在車票有效期內，每日可享最多10程任何九龍巴士及龍運巴士路線（包括本路線，以及聯營路線的九龍巴士／龍運巴士提供的班次；惟乘搭機場「A」及「NA」線則可享原價二七折優惠（不會計算每天10次合資格車程））；而B1線則每日可享最多各2程（不會計算每天10次合資格車程）。 - 九龍巴士、城巴、龍運巴士及陽光巴士全職員工及家屬（不包括外判職員）可免費乘搭本路線，惟必須拍職員或職員家屬八達通。 - 乘客亦可透過多元化電子支付系統（e度嘟）繳付車資，包括使用非接觸式VISA卡、JCB卡、萬事達卡、銀聯卡、美國運通、大來國際、Discover Card、Apple Pay、Google Pay、Samsung Pay、AlipayHK「易乘碼」、支付寶、WeChatHK／微信支付「搭車碼」、銀聯雲閃付「乘車碼」及BOC Pay「乘車碼」。乘客使用此付款方式，使用此支付方式的乘客可享有中途下車之分段收費，以及與其他九巴／龍運獨營路線或聯營線九巴／龍運班次之轉乘優惠，惟不適用於與非九巴／龍運路線之轉乘優惠，亦不能享有「公共交通費用補貼計劃」及「長者及合資格殘疾人士公共交通票價優惠計劃」。 |

## 使用車輛
由於本線途經專營巴士低排放區，故必須使用達到歐盟五型或以上排放標準的車輛行走。
本線與13D線共用17輛用車，分別為14輛富豪B9TL 12米（AVBWU）及3輛亞歷山大丹尼士Enviro 500 MMC 12米（ATENU）雙層空調巴士，均屬九龍灣車廠。當中7輛用車需全日柯打本線，毋須行走13D線。而13P線由本線抽調車輛行走。
| 車隊編號  | 車牌   |
| --------- | ------ |
| AVBWU16   | PJ5187 |
| AVBWU31   | PJ9625 |
| AVBWU32   | PJ9752 |
| AVBWU57   | PS9552 |
| AVBWU143  | PX5873 |
| AVBWU209  | PZ9662 |
| AVBWU268  | RJ6743 |
| AVBWU274  | RJ7414 |
| AVBWU289  | RK4483 |
| AVBWU293  | SJ743  |
| AVBWU413  | TL8231 |
| AVBWU441  | TU3250 |
| AVBWU442  | TU6575 |
| AVBWU494  | US9350 |
| ATENU1107 | UG1956 |
| ATENU1154 | UH8413 |
| ATENU1684 | ST6063 |

## 行車路線
213D／213A

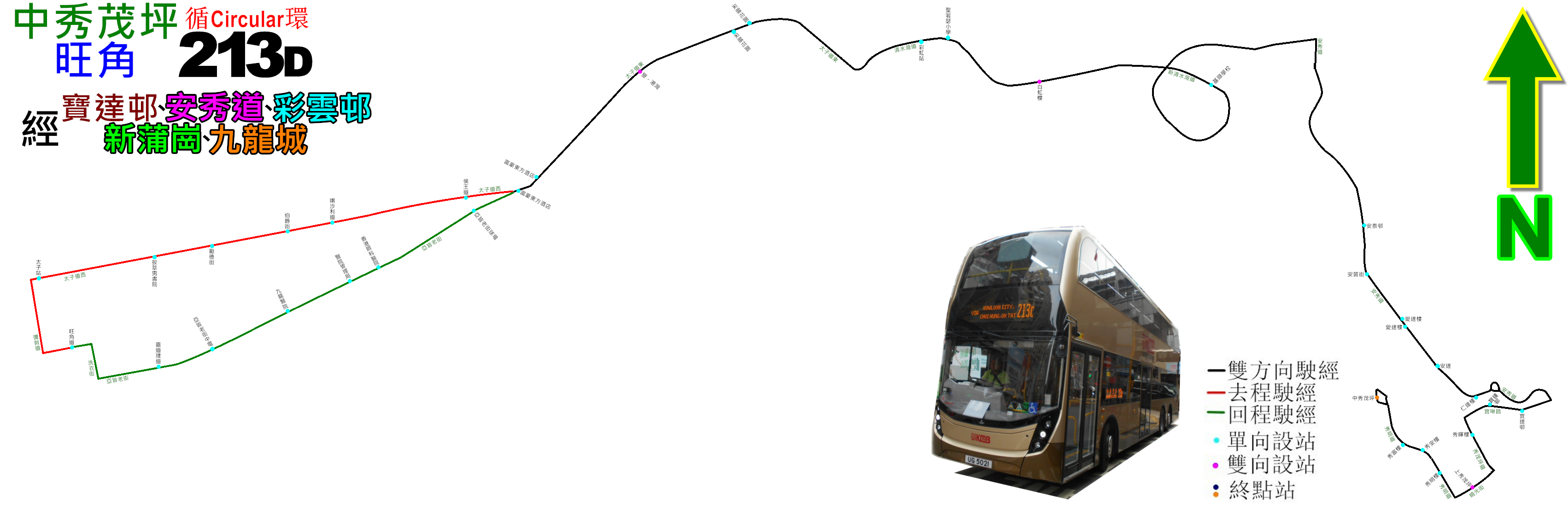
213D線的走線圖

經：秀明道、曉光街、秀茂坪道、寶琳路、安秀道、清水灣道、新清水灣道、清水灣道、太子道東、太子道西、彌敦道、旺角道、洗衣街、亞皆老街、太子道西、太子道東、清水灣道、新清水灣道、清水灣道、安秀道、寶琳路、秀茂坪道、曉光街及秀明道。
213A線只經有斜體字之路段。
213D線之具體停站請參考資訊框
213A線之具體停站請參考資訊框

## 營運狀況
雖然本線比1A線直接，亦與27線及95線定線大致相同，但本線收費較高（$8.3），而且往旺角方向不設分段收費，加上班次較為疏落（20分鐘一班），加上有其他路線（1A、13D、27、95、98C）競爭，故秀茂坪一段客量較低。不過自從安達邨入伙後，客量有所上升，繁忙時間經常出現頂閘，須加開213A線以加強該區往港鐵站的交通，但非繁忙時間客量仍然較為慘淡。而本線支線213A因服務時間及範圍有限故未能吸引太多乘客。

## 外部連結
- 九巴213D線官方網站路線資料
- 681巴士總站 （页面存档备份，存于）